# پی ذات‌الکرسی

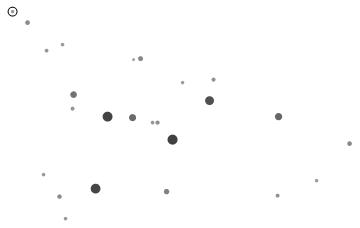
موقعیت پی ذات‌الکرسی (دایرهٔ توخالی بالا)

پی ذات‌الکرسی یک ستاره است که در صورت فلکی ذات‌الکرسی قرار دارد.